# Dehahna
Dehahna (em árabe: دھاھنة) é uma cidade e comuna localizada na província de M'Sila, Argélia. Segundo o censo de 2008, a população total da cidade era de 6 697 habitantes.